# Jane Anderson (jornalista)
Jane Anderson (Atlanta, Geórgia, Estados Unidos em 6 de janeiro de 1888 - Madrid, Espanha em 5 de maio de 1972) era uma jornalista americana acusada de fazer propaganda nazista durante a Segunda Guerra Mundial. Ela foi indiciada sob a acusação de traição, em 1943, mas depois da guerra as acusações foram retiradas por falta de provas.

## Prisão
Quando a Alemanha nazista rendeu em maio de 1945, Anderson se escondeu em vários locais na Alemanha e Áustria. Finalmente, em 2 de abril de 1947, ela foi presa em Salzburgo, Áustria e colocado sob custódia militar dos EUA.

## Anos depois
Anderson foi liberada da custódia em Salzburgo, no início de dezembro de 1947. Ela, então, passou a viver com seu marido na Almoharín no mundo pós-guerra da Espanha falangista. No início de 1960 eles se mudaram para Cáceres, onde ela deu aulas particulares de Inglês e Alemão. Após a morte do marido, ela mudou-se para Madrid, onde morreu em 1972.

## Leituras adicionais
Donald E. Wilkes Jr. Jane Anderson: The Nazi Georgia Peach (1995), Jane Anderson: Nazi Georgia Peach, Part 2 (1995), Jane Anderson: Nazi Georgia Peach, Part 3 (1995)